# 李德馨 (1561年)

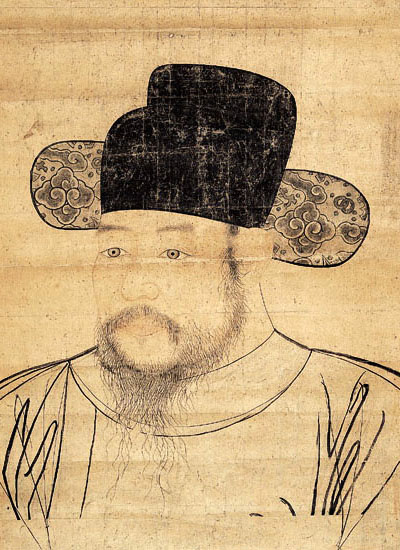
李德馨

李德馨（：／，1561年—1613年），字明甫，號漢陰、又号雙松、抱雍散人。本貫廣州李氏，朝鮮王朝文臣。

## 生平
李德馨在宣祖和光海君在位期間曾擔任過領議政。萬曆朝鮮戰爭期間，他於1592年以請援使的身份前往明朝求救。1593年，以提督接伴使的身份接應李如松的部隊來到朝鮮。1608年，受封為定運功臣一等。1614年受封為衛聖原從功臣一等。死後諡號文翼。